# Шапел де ла Тур
Шапел де ла Тур (фр. Chapelle-de-la-Tour) је насељено место у Француској у региону Рона-Алпи, у департману Изер.
По подацима из 2011. године у општини је живело 1675 становника, а густина насељености је износила 185,29 становника/km².

## Демографија
| 1962. | 1968. | 1975. | 1982. | 1990. | 2011. |
| ----- | ----- | ----- | ----- | ----- | ----- |
| 756   | 725   | 811   | 1.044 | 1.295 | 1.675 |